# Bacúr
Bacúr (szlovákul: Bacúrov) község Szlovákiában, a Besztercebányai kerületben, a Zólyomi járásban.

## Fekvése
Zólyomtól 10 km-re délnyugatra fekszik, a Selmeci-hegység lábánál.
Délről Dobó, nyugatról Zólyomkecskés, északról Osztroluka, keletről pedig Zólyomberezna községekkel határos.
9,6024 km²-es kataszteri területe nem változott a 20. század folyamán.

## Története
1255-ben említik „villa Bochorou” néven először. Zólyom várának uradalmához tartozott, később több nemesi család birtoka. 1401-ben „Bachur” néven említik. A 16. századtól Zólyom városának faluja volt. Templomát 1517-ben említik. Lakói mezőgazdasággal foglalkoztak. 1580 körül már a töröknek is adózott. 1599. október 11-én a török a környező településekkel együtt Bacúrt is felégette.
A 18. század végén Vályi András így ír róla: „BACZÚR. Baczuru, Baczurova. Tót falu Zólyom Vármegyében, birtokosai több Uraságok, lakosai katolikusok, fekszik Selymetz Bányához másfél mértföldnyire, Hont Vármegyének széle felé. Legelője jó nemű, földgye, ha trágyáztatik, meglehetősen terem, fája tűzre való ingyen; de mivel épűletre való nintsen, és víz dolgában is szűkölködnek, ’s a’ Selmetzi piatzok két mértföldnyire fekszik, második Osztálybéli.”
1828-ban 44 házában 325 lakos élt, akik főként mezőgazdasággal foglalkoztak.
Fényes Elek 1851-ben kiadott geográfiai szótárában így ír a faluról: „Baczur, tót falu, Zólyom vgyében, Dubronyivától északra 1/2 órányira: 69 kath., 256 evang. lak. Kath. paroch. templom. Határa szorgalmatos trágyázás után elég termékeny. Erdeje derék. F. u. többen. Ut. p. Bucsa.”
A trianoni diktátumig Zólyom vármegye Zólyomi járásához tartozott.

## Népessége
| Év:            | 1994. | 2004.    | 2014.    | 2024.   |
| -------------- | ----- | -------- | -------- | ------- |
| Emberek száma: | 98    | 121      | 164      | 159     |
| Eltérés:       |       | +23,46 % | +35,53 % | -3,04 % |

| Év:            | 2023. | 2024.   |
| -------------- | ----- | ------- |
| Emberek száma: | 158   | 159     |
| Eltérés:       |       | +0,63 % |

1910-ben 332, túlnyomórészt szlovák anyanyelvű lakosa volt.
2001-ben 96 lakosából 92 szlovák volt.
2011-ben 153 lakosából 131 szlovák.

## Nevezetességei
- Szent Simon és Júdás apostolok tiszteletére szentelt római katolikus temploma a 14. században épült, 1790-ben barokk stílusban építették át.
- Fa harangláb a 19. század végéről.